# Endless Sacrifice
Pistes de Train of Thought
This Dying Soul
(2) Honor Thy Father
(4)
Endless Sacrifice est la troisième chanson de l'album Train of Thought du groupe de metal progressif Dream Theater. La musique a été composée par John Myung, John Petrucci, Mike Portnoy et Jordan Rudess et les paroles ont été écrites par John Petrucci.

## Apparitions
1. Train of Thought (Album) (2003)
2. Live at Budokan (DVD Live) (2004)
3. Live at Budokan (Album Live) (2004)

## Faits divers
- C'est une chanson d'amour que John Petrucci a dédiée à sa femme. Il y relate la façon dont elle lui manque, ainsi que de tous les sacrifices qu'elle fait pour lui en tant que musicien de tournée.
- On peut entendre brièvement à 6 min 28 s un clin d'œil au premier concerto pour piano de Béla Bartók (premier mouvement).

## Personnel
- James LaBrie - chant
- John Myung - basse
- John Petrucci - guitare
- Mike Portnoy - batterie
- Jordan Rudess - claviers